# Ophiolepis elegans
Ophiolepis elegans är en ormstjärneart som beskrevs av Christian Frederik Lütken 1859. Ophiolepis elegans ingår i släktet Ophiolepis och familjen Ophiolepididae. Inga underarter finns listade i Catalogue of Life.